# Saison 1960-1961 du Boucau stade
 (février 2011).
Cette page présente la saison 1960-1961 du Boucau Tarnos stade en Championnat de France de rugby à XV de 2e division

## Récit de la saison
Pour la saison 1960-1961, le Boucau stade évolue en deuxième division dans une poule régionale avec deux derbys (St Jean de Luz et Peyrehorade). Le BS se maintient à ce niveau mais ne participe pas aux phases finales.

## La saison
En Fédérale (2e division) Le club boucalais est versé dans une poule régionale composée de Mimizan, SA.Bordeaux, Peyrehorade, Surgères, Gujan-Mestras, St Jean de Luz & Aire/Adour.
Malgré un parcours tout à fait honorable (1 seul défaite à domicile (contre Aire)) , 2 victoires à l’extérieur (à Mimizan et à Surgères) et 3 matchs nuls à l’extérieur (à Aire, à Bordeaux et à St Jean de Luz) le Boucau-Stade ne se qualifie pas pour les phases finales, mais se maintient à ce niveau.
| Adversaires    | Résultats Domicile | Résultats Extérieur |
| Mimizan        | Gagné 14 à 0       | Gagné 0 à 5         |
| SA Bordelais   | Gagné 3 à 0        | match nul 3 à 3     |
| Peyrehorade    | Gagné 9 à 3        | Perdu 9 à 0         |
| Surgères       | Gagné 5 à 3        | Gagné 8 à 0         |
| Gujan-Mestras  | Gagné 16 à 0       | Perdu 11 à 5        |
| Aire sur Adour | Perdu 3 à 6        | match nul 3 à 3     |
| St Jean de Luz | Gagné 14 à 11      | match nul 3 à 3     |

À la fin de cette saison, Etienne Peret (demi d'ouverture) signe chez le voisin Biarrot, ce qui lui permet de rester en 1re division. "Manolo" Perez, qui fut Champion de France de 3e division avec le BS en 1950, raccroche les crampons. Une nouvelle page se tourne pour les Forgerons et pour ce joueur qui n'a connu qu'un seul un unique club.

## Effectif
| Rang | Nom                         | Poste               | parcours      |
| 1    | Réchou                      | Talonneur           |               |
| 2    | Laurent Bidegaray           | Pilier ou talonneur |               |
| 3    | André Dartigoueyte          | Pilier              | formé au club |
| 4    | Peytrin                     | Pilier              |               |
| 5    | Albert Champagne            | 2e ligne            | formé au club |
| 6    | Léon Brouzeng               | 2e ligne ou pilier  | formé au club |
| 7    | Lassalle                    | 2e ligne            | formé au club |
| 8    | Manuel (dit "Manolo") Perez | 3e ligne            | formé au club |
| 9    | Crespo                      | 2e ligne            |               |
| 10   | Hournadet                   | 3e ligne            |               |
| 11   | Louis Barreyre              | 3e ligne            |               |
| 12   | Lartigue                    | 3e ligne            |               |
| 13   | Boulé                       | 3e ligne            | formé au club |
| 14   | Carty                       | Demi de mêlée       |               |

| Rang | Nom                | Poste                       | parcours      |
| 15   | Pierre Désarménien | Demi de mêlée               | formé au club |
| 16   | Michel Haurieu     | Demi d'ouverture            | formé au club |
| 17   | Michel Dagy        | Demi d'ouverture            | formé au club |
| 18   | Etienne Peret      | Demi d'ouverture ou Arrière |               |
| 19   | Gabriel Crampes    | Centre                      |               |
| 20   | Louis Batbedat     | Ailier                      |               |
| 21   | Henri Desperges    | Ailier                      |               |
| 22   | Crampes            | Centre                      |               |
| 23   | Subiron            | Centre                      |               |
| 24   | Mancion            | Centre                      |               |
| 25   | Laharrague         | Centre                      |               |
| 26   | Reig               | Ailier                      |               |
| 27   | Hubert Champagne   | Ailier ou arrière           | formé au club |